# مایو واتانابه
مایو واتانابه (انگلیسی: Mayu Watanabe؛ زادهٔ ۲۶ مارس ۱۹۹۴) موسیقی‌دان اهل ژاپن است.